# Tambroso
Tambroso é uma elevação portuguesa localizada na freguesia da Ribeirinha, concelho da Horta, ilha do Faial, arquipélago dos Açores.
Este acidente geológico encontra-se geograficamente junto ao vulcão central da ilha do Faial, do qual faz parte, que tem o seu ponto mais elevado no Cabeço Gordo que se eleva a 1043 metros de altitude acima do nível do mar.
Esta formação geológica localiza-se a 506 metros de altitude acima do nível do mar e encontra-se nas proximidades do Alto da Pedreira e da localidade da Ribeirinha.